# Валентина Монетта
Валенти́на Моне́тта (італ. Valentina Monetta; нар. 1 березня 1975, Сан-Марино) — санмаринська співачка, представниця Сан-Марино на пісенному конкурсі Євробачення 2012 в Баку., на конкурсі Євробачення 2013 в Мальме, на конкурсі Євробачення 2014 в Копенгагені та на конкурсі Євробачення 2017 в Києві.

## Кар'єра
Валентина почала музичну кар'єру на початку 2000-х у складі гурту «Tiberio». 2002 року випустила дебютний сингл «Sharp».
На пресконференції 14 березня 2012 року була обрана представницею Сан-Марино на міжнародному пісенному конкурсі Євробачення. Конкурсна композиція буде представлена 16 березня. За результатами першого півфіналу, який відбувся 22 травня 2012 року, пісня не пройшла до фіналу.
2008 року співачка вже подавала заявку на конкурс, представивши пісню «Se Non Ci Sei Tu», проте журі її не обрало.

## Валентина Монетта на конкурсі Євробачення
Ще в 2008 році Монетта подавалася на відбір на Євробачення з піснею «Se Non Ci Sei Tu», але тоді журі не пропустило її до конкурсу.
У 2012 році Валентину Монетту обрали представницею Сан-Марино на конкурсі Євробачення з піснею «The Social Network Song oh oh-uh-oh oh», яка була написана композитором-ветераном конкурсу Ральфом Зігелем, для якого пісня стала 21ою (загалом станом на 2014 рік 23 його пісні брали участь у конкурсі), яка бере участь у самому конкурсі Євробачення і 70 піснею, включно з піснями з національних відборів. Початковою назвою пісні була «Facebook Uh, Oh, Oh», але через назву соцмережі, що реально існує, ЄМС наполягла на зміні назви.
Виступила Монетта на конкурсі в Баку феноменально, отримавши підтримку в соцмережах, але зайняла лише 14 місце в півфіналі з 31 балом. Тим не менш, це був рекордний показник для країни, яка брала участь у конкурсі третій раз.

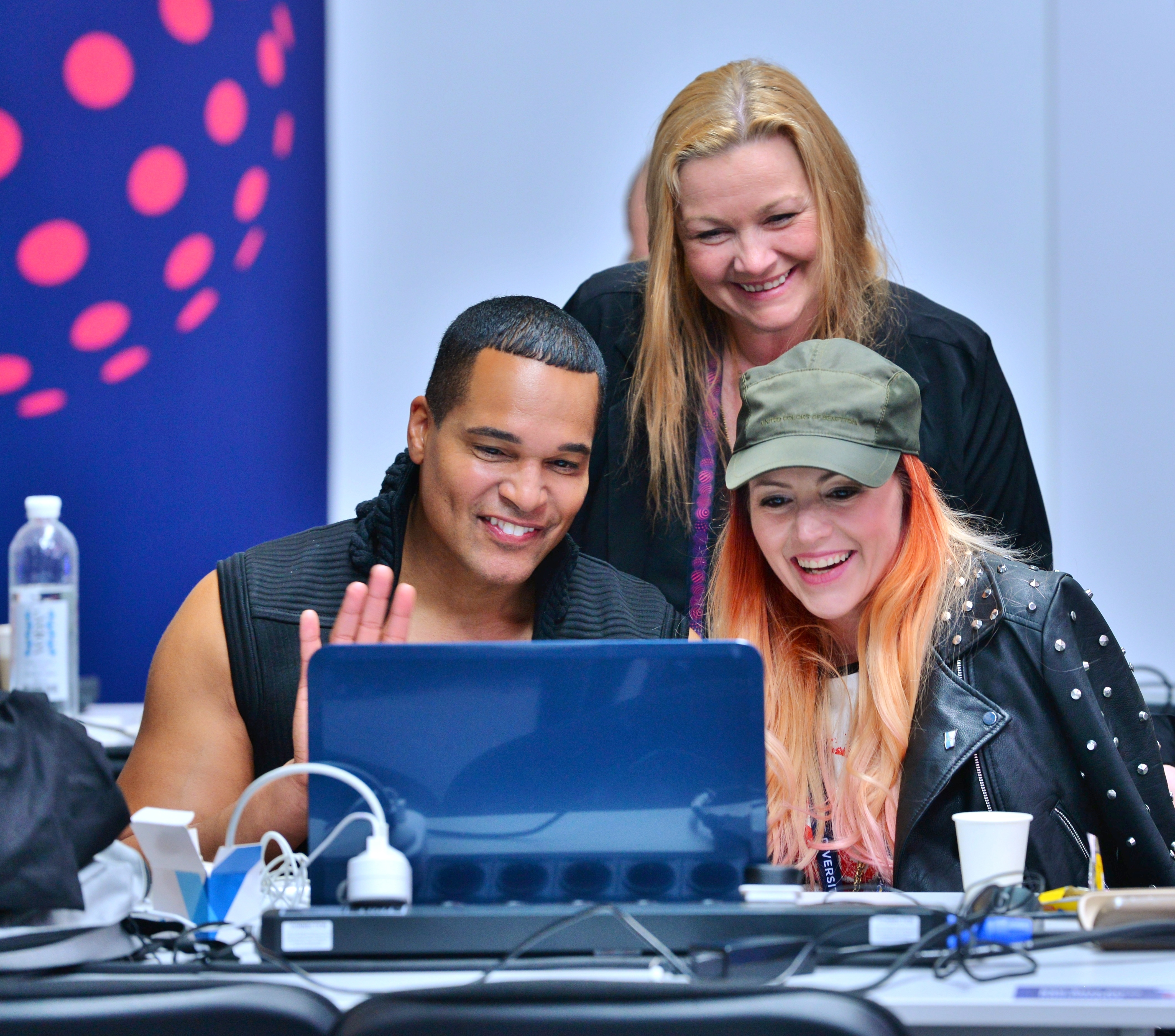
Валентина Монетта та ДжімміВілсон

Протягом літа 2012 року в Сан Марино комісія обирала серед заявок пісню для наступного конкурсу і зупинилася на тому, що країну знову представлятиме Валентина Монетта.
Разом з Ральфом Зігелем Монетта записала пісню, аписану з урахуванням її вокальних даних «Crisalide (Vola)» італійською та англійською мовами. Презентована пісня була в березні 2013 року і викликала новий фурор серед єврофанів, а причиною того було неочікуваний перехід від фрікової пісні 2012 року до мелодійної балади з танцювальними елементами наприкінці — одним словом, для всіх це було шедевром на фоні минулого року.
Але на конкурсі в Мальме Валентина займає 11 місце у півфіналі з 47 балами — тим самим покращила результат своєї країни, але знову не пройшла до фіналу конкурсу.
Відразу після фіналу Євробачення-2013 канал SM-TV підтвердив участь Валентини Монетти втретє поспіль в конкурсі від Сан-Марино. Це був перший відомий учасник Євробачення-2014.
Презентація нової пісні знову була у березні але вже 2014 року і також була написана Ральфом Зігелем. Пісня була в двох мовних варіантах «Maybe» (англ) та «Forse» (іт.), але цього року на конкурсі уже звучала не італійськомовна, а англомовна версія пісні. Сан-Марино виступала в першому півфіналі і отримавши 40 балів посіла останнє прохідне місце — десяте — і пройшла до фіналу конкурсу в Копенгагені. У фіналі Монетта виступала під номером 25 (з 26) і посіла 24 місце з 14 балами, тим самим ставши єдиною учасницею конкурсу від Сан-Марино, яка кваліфікувалася до фіналу Євробачення.
Слід також зазначити, що з 5 років участі країни в конкурсі тричі її представила саме Монетта. Вона стала четвертою виконавицею в історії Євробачення, яка тричі поспіль брала участь у пісенному конкурсі (після голландки Коррі Броккен, швейцарки Ліз Ассії та австрійця Удо Юргенса). Після обрання для участі у конкурсі 2017 року співачка стала чотириразовою представницею однієї країни на Євробаченні (першим чотириразовим конкурсантом від однієї країни був бельгієць Фуд Леклерк).

## Дискографія

### Альбоми
- Il mio gioco preferito (2011)

### Сингли
- «Sharp» (2002)
- «Se Non Ci Sei Tu» (2008)